# Бакар III
Бакар III (7 квітня 1699 — 1 лютого 1750) — цар Картлі з династії Багратіоні (1716–1719), грузинський політичний та громадський діяч.

## Життєпис
Старший син царя Вахтанга VI від першого шлюбу. Генерал-лейтенант російської армії. Фактичний цар Картлі у 1716–1719 роках (під іменем Шахнаваза III) за часів відсутності батька.
1724 року разом із батьком переселився до Росії. 30 листопада 1729 у званні генерал-лейтенанта був призначений на посаду начальника артилерії Московської області. Перебував і на дипломатичній службі.
Брав активну участь у відновленні грузинської друкарської справи. 1743 року за його ініціативою було надруковано грузинську Біблію (відома під назвою «Біблія Бакара»).
Мав зв'язки з російськими ученими (Василь Татищев, Ж. Де Ліль), надавав їм інформацію з історії Грузії.

## Родина
Був одружений з Анною Еріставі, дочкою князя Арагві Георгія. Діти:
- Олександр (1726–1791),
- Дмитро (1727–1745),
- Степан (1729–1744),
- Леон (1739–1763),
- Єлизавета (1712–1786).

Його старший син царевич Олександр сватався до Марії Кантемир, але та йому відмовила. Одружився з онукою князя Олександра Меншикова.
1724 року Бакар отримав село Лисково з волостю, яке передавалось його нащадкам у спадщину.